# James L. Sundquist
James L. Sundquist (* 16. Oktober 1915 in West Point, Utah; † 17. Februar 2016 in Arlington, Virginia) war ein US-amerikanischer Politikwissenschaftler.

## Leben und Wirken
James L. Sundquist besuchte das Weber College und studierte Politikwissenschaft und Öffentliche Verwaltung an der Northwestern University und der University of Utah. Im Jahre 1941 beendete er sein Studium mit der Magisterprüfung an der Syracuse University. Zunächst war er anschließend in Washington, D.C. am „Bureau of the Budget“ und dem „Office of Defense Mobilization“ tätig und arbeitete außerdem im Stab des Weißen Hauses als Redenschreiber. 1965 wurde er Mitarbeiter der Brookings Institution und bis zum Eintritt in den Ruhestand Mitte der 1980er Jahre dort Direktor für den Bereich „Governmental Studies“.
Sunquist trat durch zahlreiche Veröffentlichungen zum politischen System der USA hervor. Er starb im hohen Alter von 100 Jahren.

## Veröffentlichungen (Auswahl)
- (Hrsg.): On fighting poverty. Perspectives from experience. 3. Aufl. Basic Books, New York 1969.
- (mit David W. Davis): Making federalism work. A study of program coordination at the community level. The Brookings Institution, Washington, D.C. 1969.
- Politics and policy. The Eisenhower, Kennedy, and Johnson years. 5. Aufl. Brookings Institution, Washington, D.C. 1973, ISBN 0-8157-8221-7.
- Dynamics of the party system. Alignment and realignment of political parties in the United States. Brookings Institution, Washington, D.C, 1973, ISBN 0-8157-8216-0 (Revidierte Ausgabe 1983, ISBN 0-8157-8226-8).
- Dispersing population. What America can learn from Europe. Brookings Institution, Washington, D.C. 1975, ISBN 0-8157-8214-4.
- Congress and the president. Enemies or partners? In: Henry Owen/Charles L. Schultze (Hrsg.): Setting national priorities. The next ten years. Brookings Institution, Washington, D.C. 1976, S. 583–618, ISBN 0-8157-6764-1.
- (mit Hugh Mields jr.): Regional growth policy in the United States. In: Kevin Allen (Hrsg.): Balanced national growth. Lexington Books, Lexington, Mass. 1979, S. 305–330, ISBN 0-669-02668-9.
- The crisis of competence in our national government. In: Political science quarterly, Bd. 95 (1980), S. 183–208.
- The decline and resurgence of Congress. Brookings Institution, Washington, D.C. 1981, ISBN 0-8157-8223-3.
- Wither the American party system. In: Political science quarterly, Bd. 98 (1983), S. 573–593.
- Constitutional reform and effective government. The Brookings Institution, Washington, D.C. 1986, ISBN 0-8157-8228-4.
- Has America lost its social conscience – and how will it get it back? In: Political science quarterly, Bd. 101 (1986), S. 513–533.
- American federalism. Evolution, status, and prospects. The Brookings Institution, Washington, D.C. 1987.
- Needed: A political theory for the new era of coalition government in the United States. In: Political science quarterly, Bd. 103 (1988), S. 613–635.
- (Hrsg.): Beyond gridlock? Prospects for governance in the Clinton years – and after. Brookings Institution, Washington, D.C. 1993, ISBN 0-8157-8231-4.
- Reflections on Watergate. Lessons for Public Administration. In: Willa Bruce (Hrsg.): Classics of administrative ethics. Westview, Boulder, Colo. 2001, S. 163–176, ISBN 0-8133-9811-8.
- Deseret boy. Memoirs of a Utah childhood. Printed Page, Arlington, Va. 2003 (Kindheits- und Jugenderinnerungen).